# Мосинский (посёлок)
Моси́нский — посёлок в Юрьянском районе Кировской области. Входит в Верховинское сельское поселение.
Расположен на левом берегу реки Великой в лесистой местности в 16 км к северо-западу от Юрьи и в 70 км от Кирова.
Имеется подъездная дорога от проходящей в 5 км к западу автодороги Киров — Сыктывкар. У восточной окраины посёлка расположена ж.-д. станция Мосинский на линии Киров — Котлас.

## Транспорт
С районным центром посёлок связан транзитным автобусным маршрутом № 144 Юрья — Верходворье. На станции Мосинский останавливаются пригородные поезда, следующие в направлении Кирова и Мурашей.

## Население
| 2010 |
| ---- |
| 69   |

## История
В посёлке прошло детство писателя и журналиста, заслуженного работника культуры Кировской области, члена Союза писателей России, Союза журналистов России Виктора Бакина.